# 青森県道262号鳴沢停車場南浮田線
青森県道262号鳴沢停車場南浮田線（あおもりけんどう262ごう なるさわていしゃじょうみなみうきたせん）は、青森県西津軽郡鯵ヶ沢町を通る一般県道である。

## 概要
鯵ヶ沢町北浮田町のJR五能線 鳴沢駅から青森県道31号弘前鯵ケ沢線に至る短距離の路線である。

### 路線データ
- 起点 : 鳴沢停車場[1]
- 終点 : 弘前鰺ケ沢線交点（西津軽郡鰺ケ沢町）[1]

## 歴史
- 1961年（昭和36年）2月10日 - 県道に認定される[1]。

## 地理

### 交差する道路
- 青森県道261号鳴沢停車場線（起点）
- 青森県道31号弘前鯵ケ沢線（終点）

### 沿線の施設
- JR五能線 鳴沢駅
- 鳴沢駅前郵便局